# Хошара
Хошара (груз. ხოშარა) — село в Грузії.
За даними перепису населення 2014 року в селі проживає 4 осіб.